# تانیا تیت
تانیا تیت (زاده ۳۱ مارس ۱۹۷۹) با نام اصلی تانیا توماس، مدل، نویسنده، کازپلیر و بازیگر پورنوگرافی اهل انگلستان است.

## شغل و حرفه
وی در سال ۲۰۰۹ پس از آغاز کارش در صنعت پورن، تا سال ۲۰۱۰ برای یک مجله سرگرمی بزرگسالان بریتانیایی کار می‌کرد می‌توان گفت او به عنوان یک میلف بسیار شناخته شده‌است زیرا توانسته ۹ بار جایزه بهترین میلف سال را دریافت کند

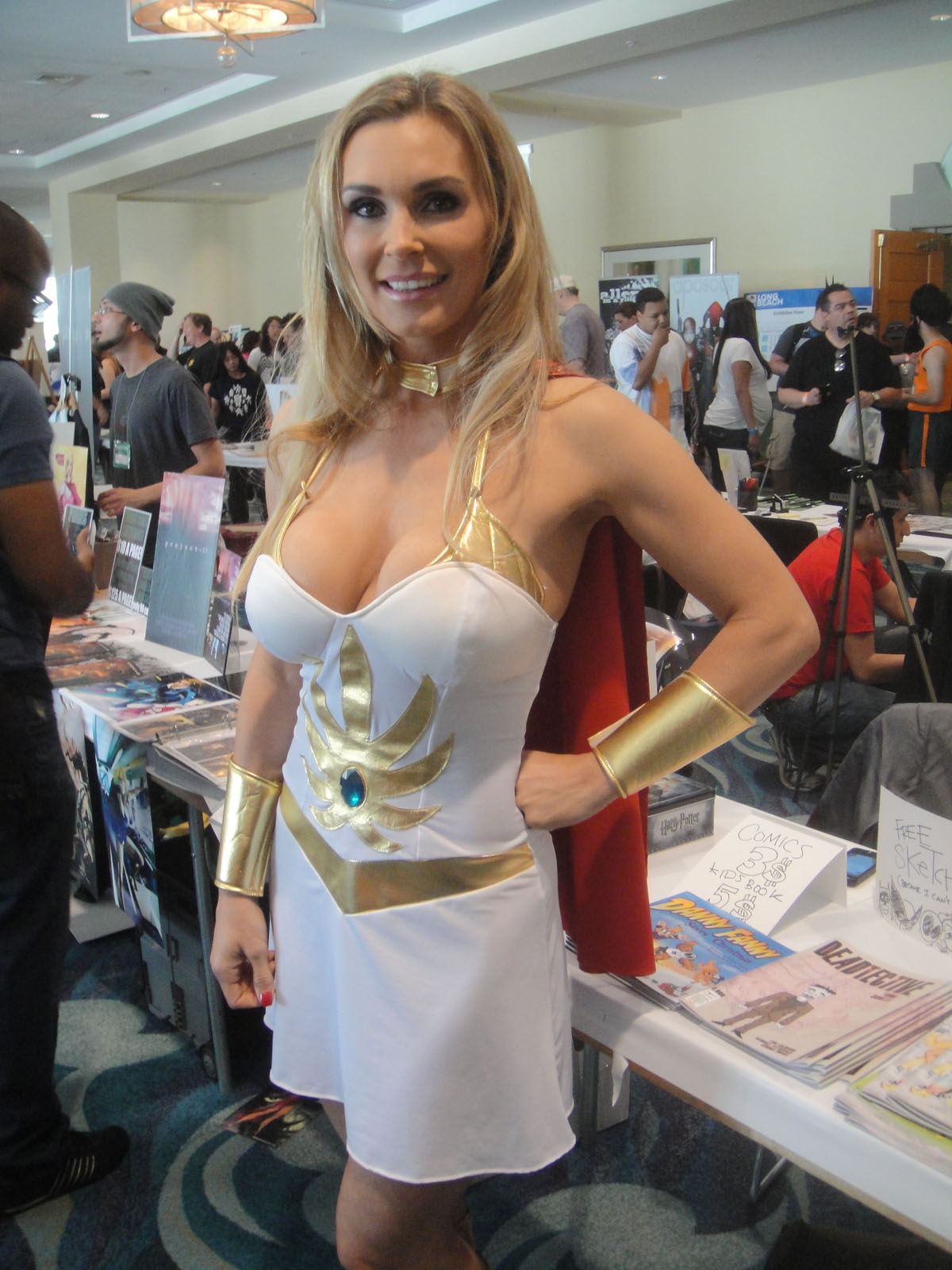
تانیا تیت در سال ۲۰۱۲

## زندگی شخصی
تیت اعلام کرده‌است که او بای کیوریوس است. او همچنین یکی از طرفداران سرسخت تیم فوتبال لیورپول می‌باشد.

## نگارخانه

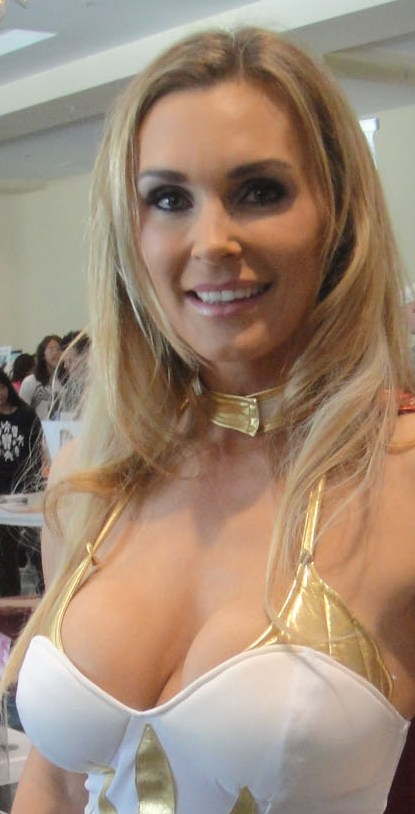
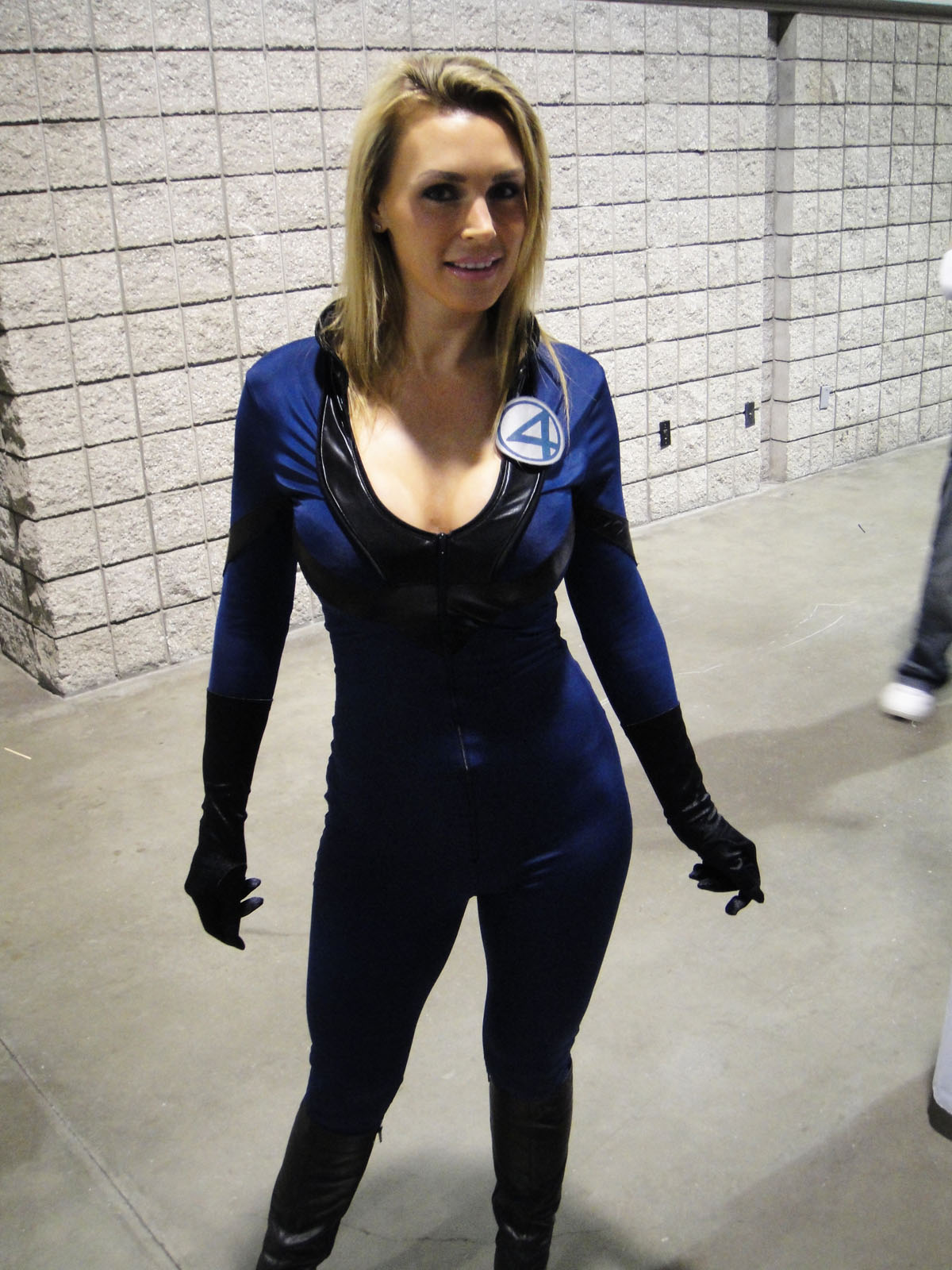
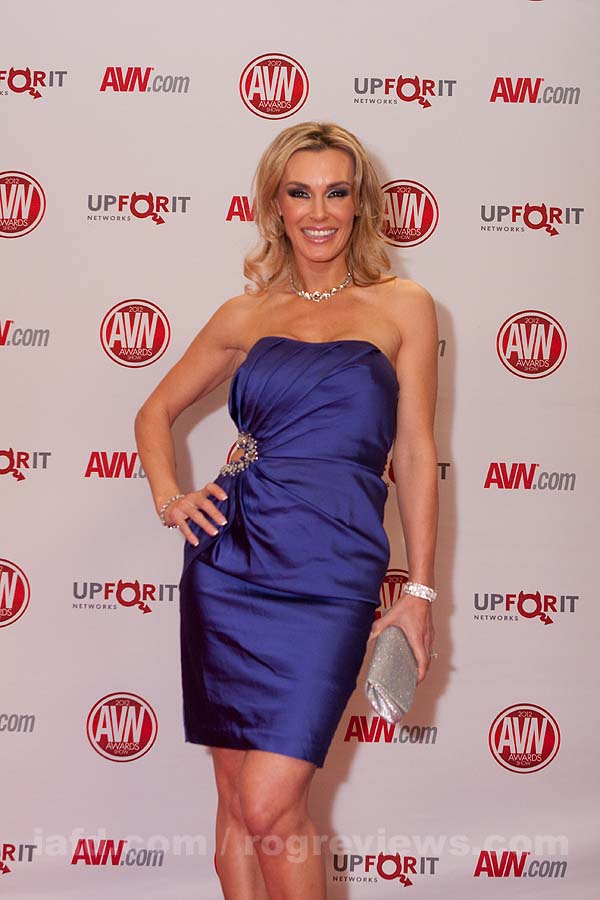
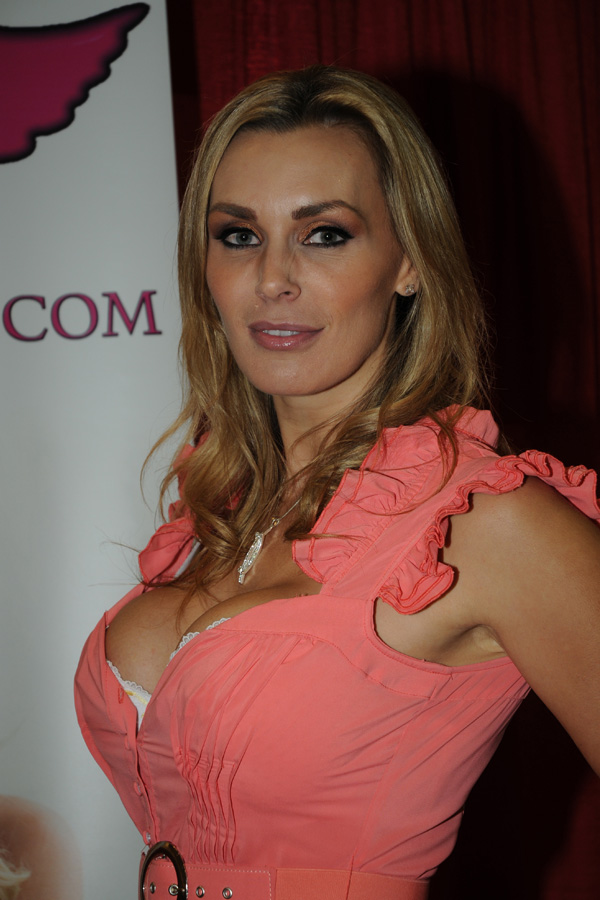
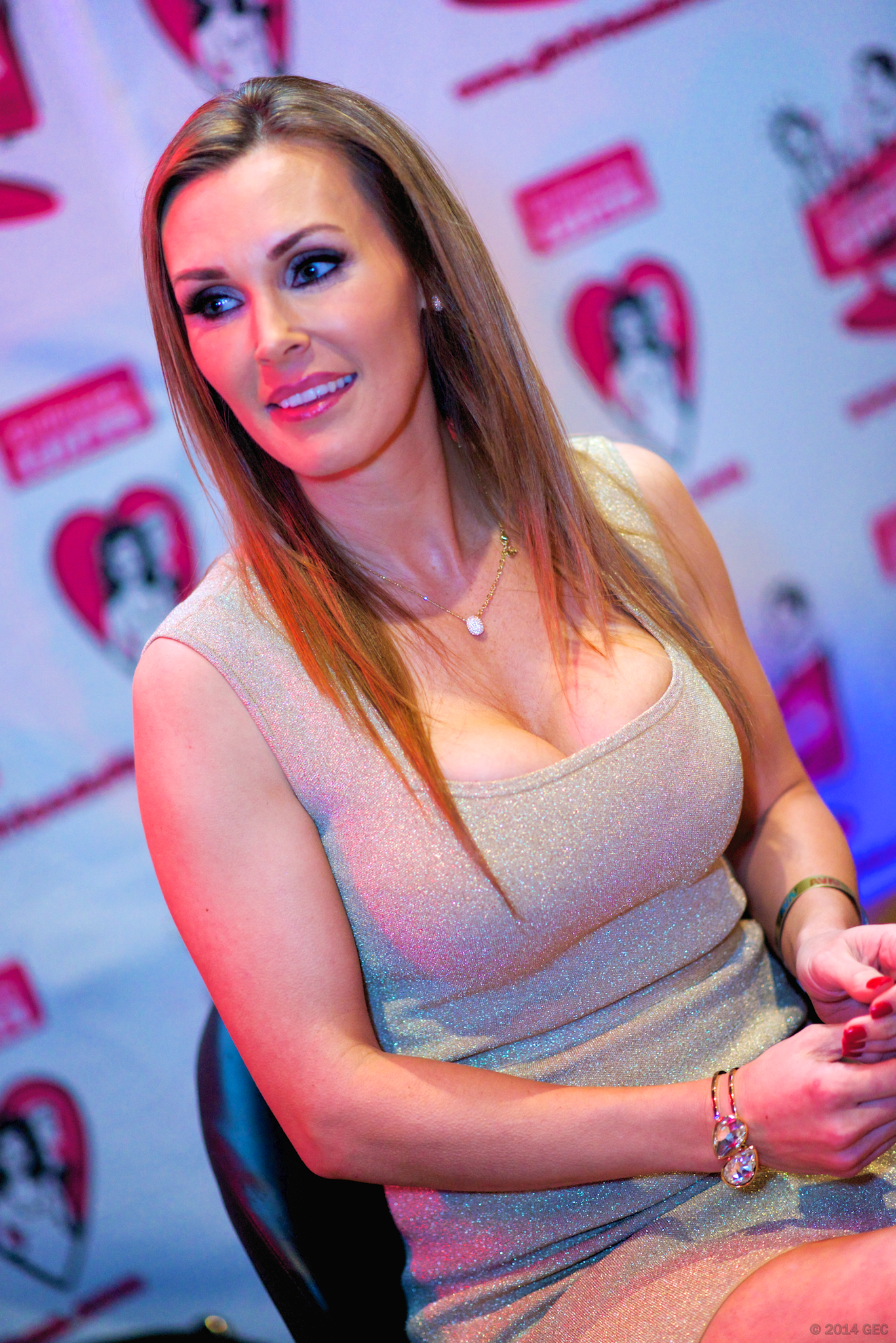
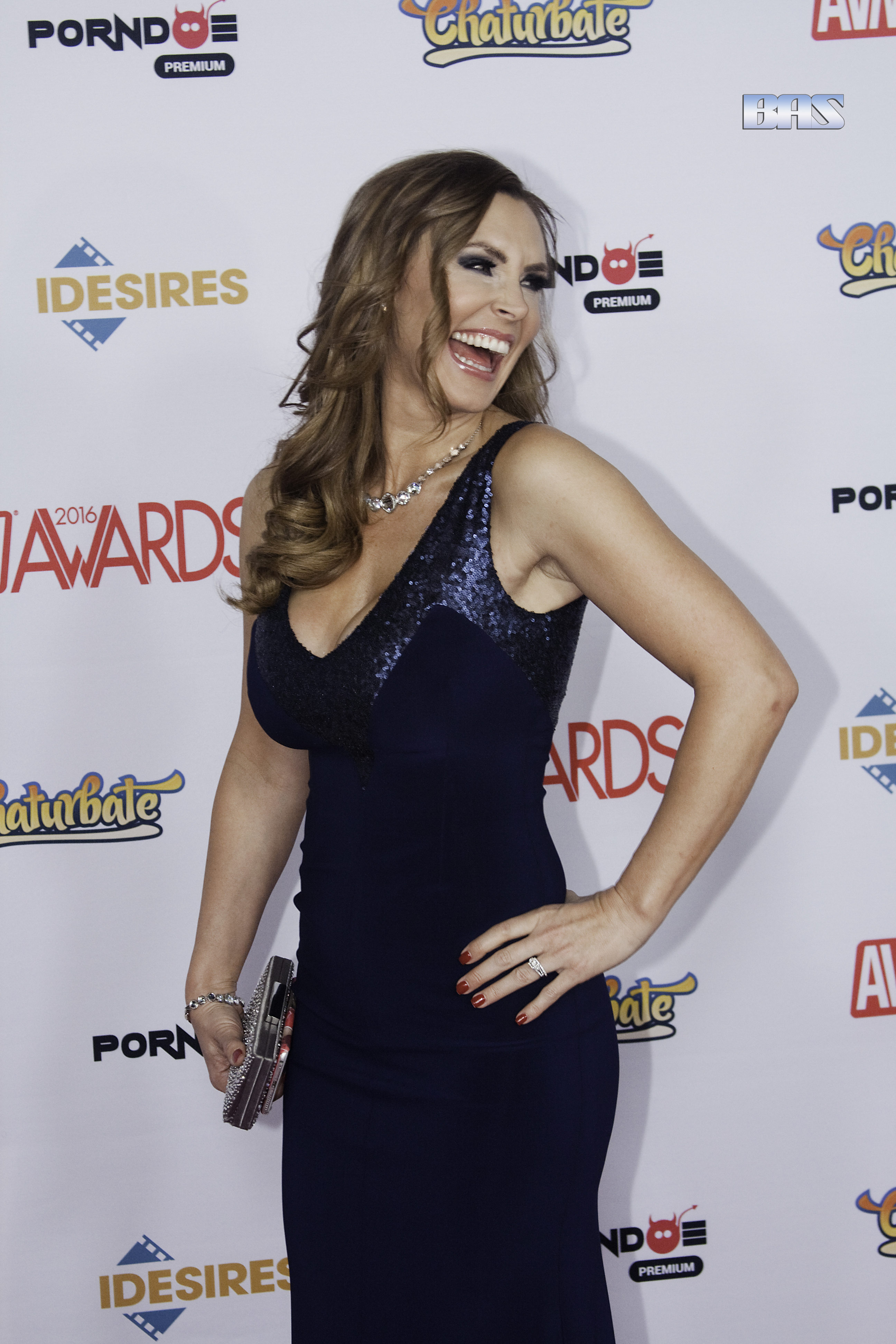
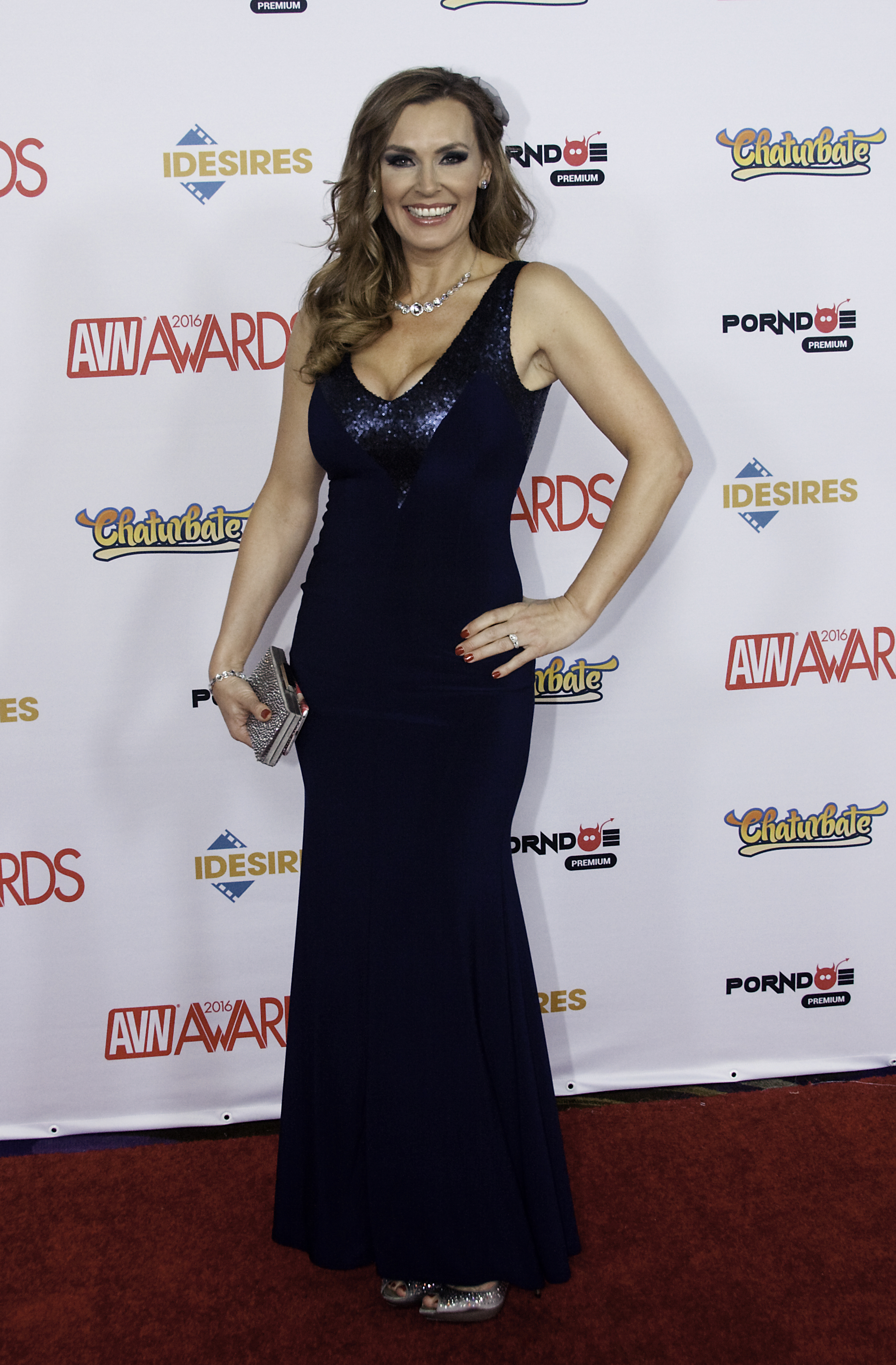
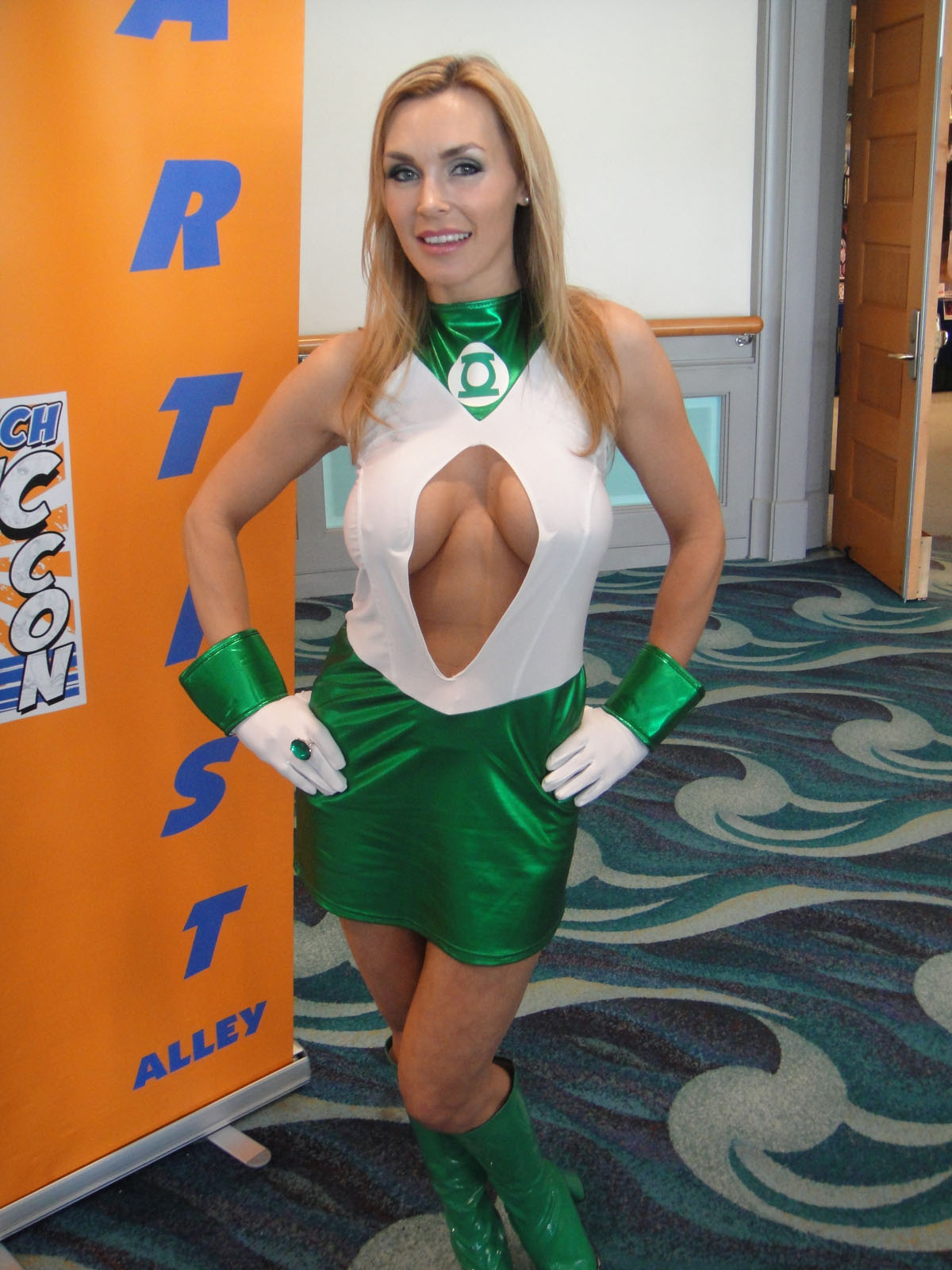
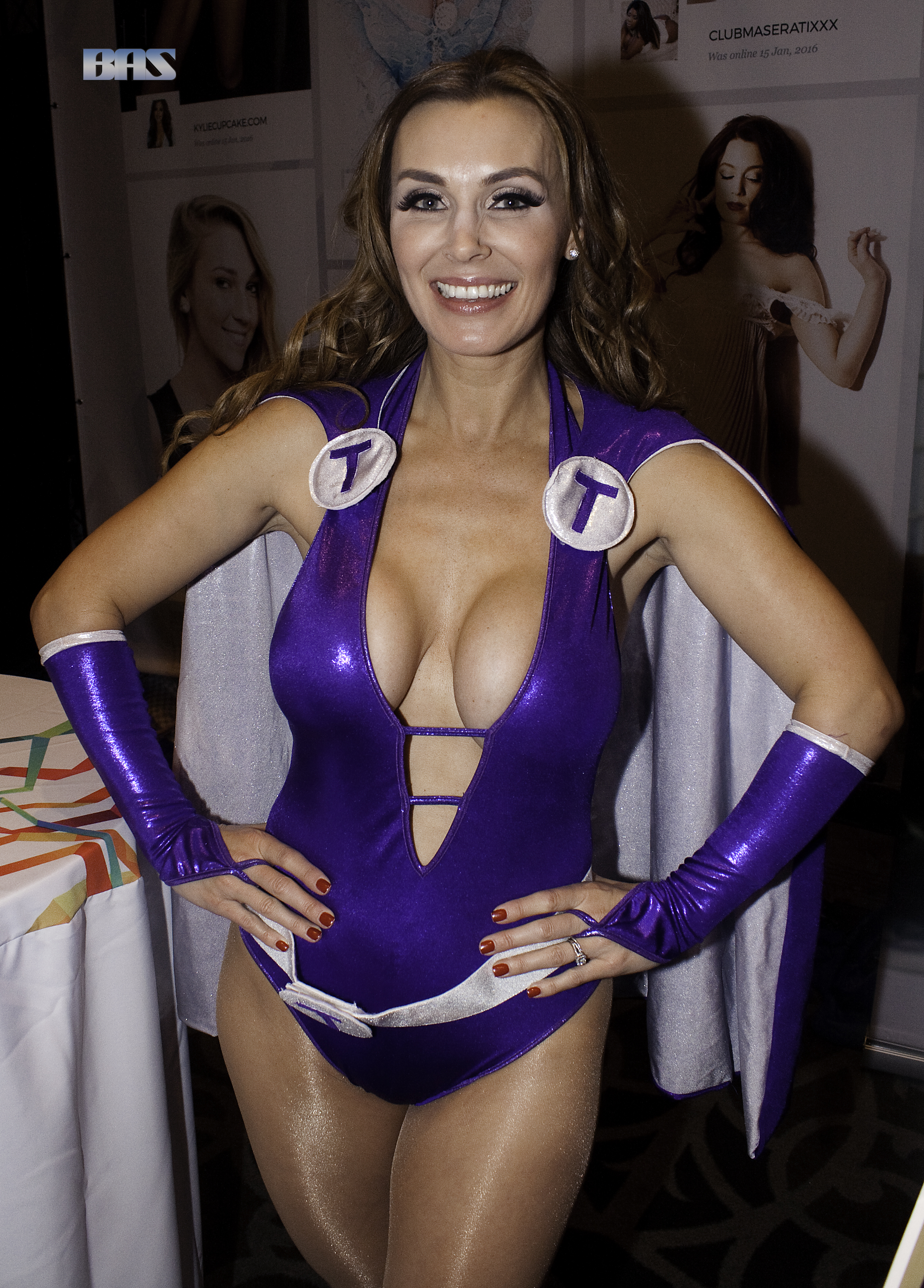
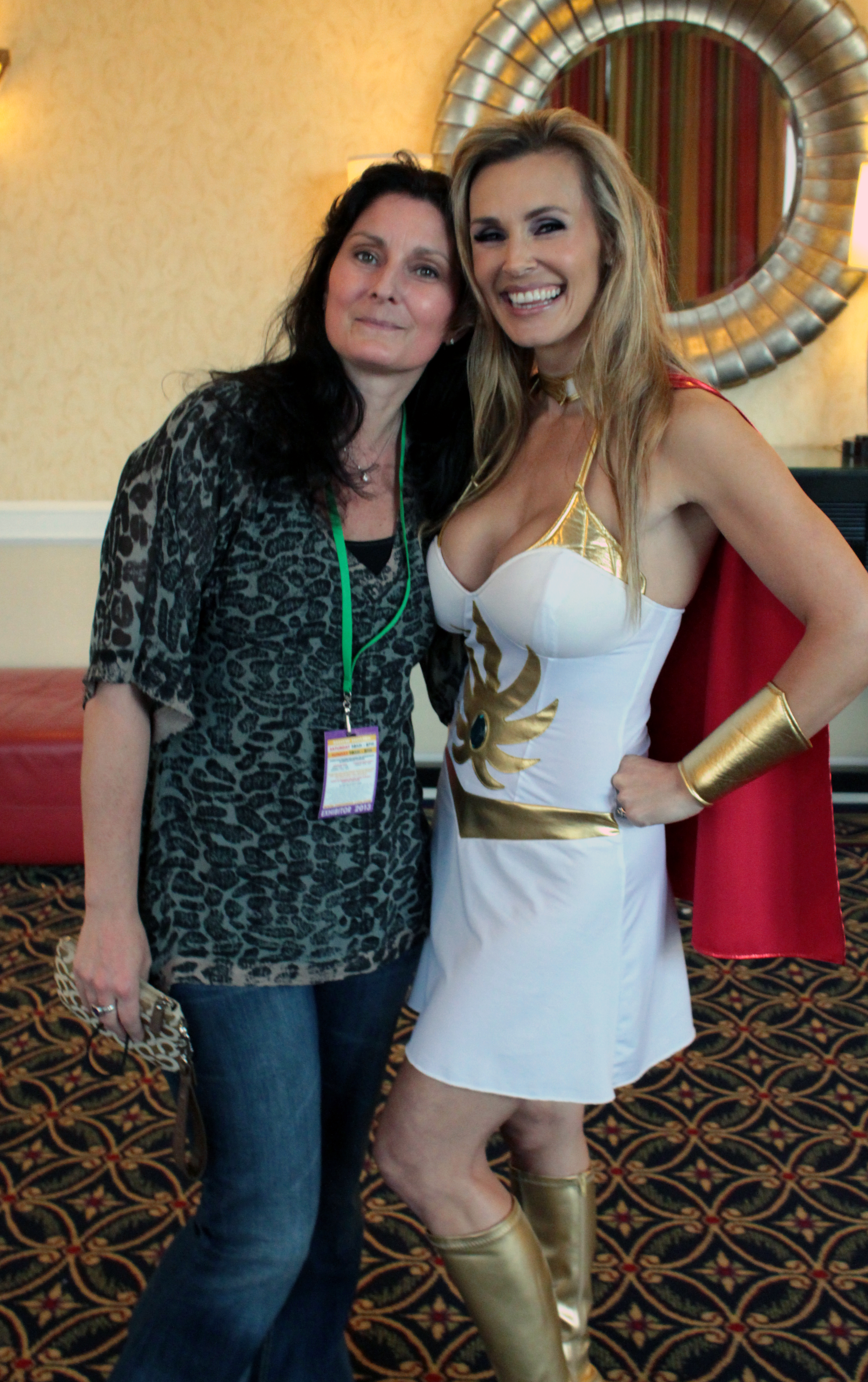
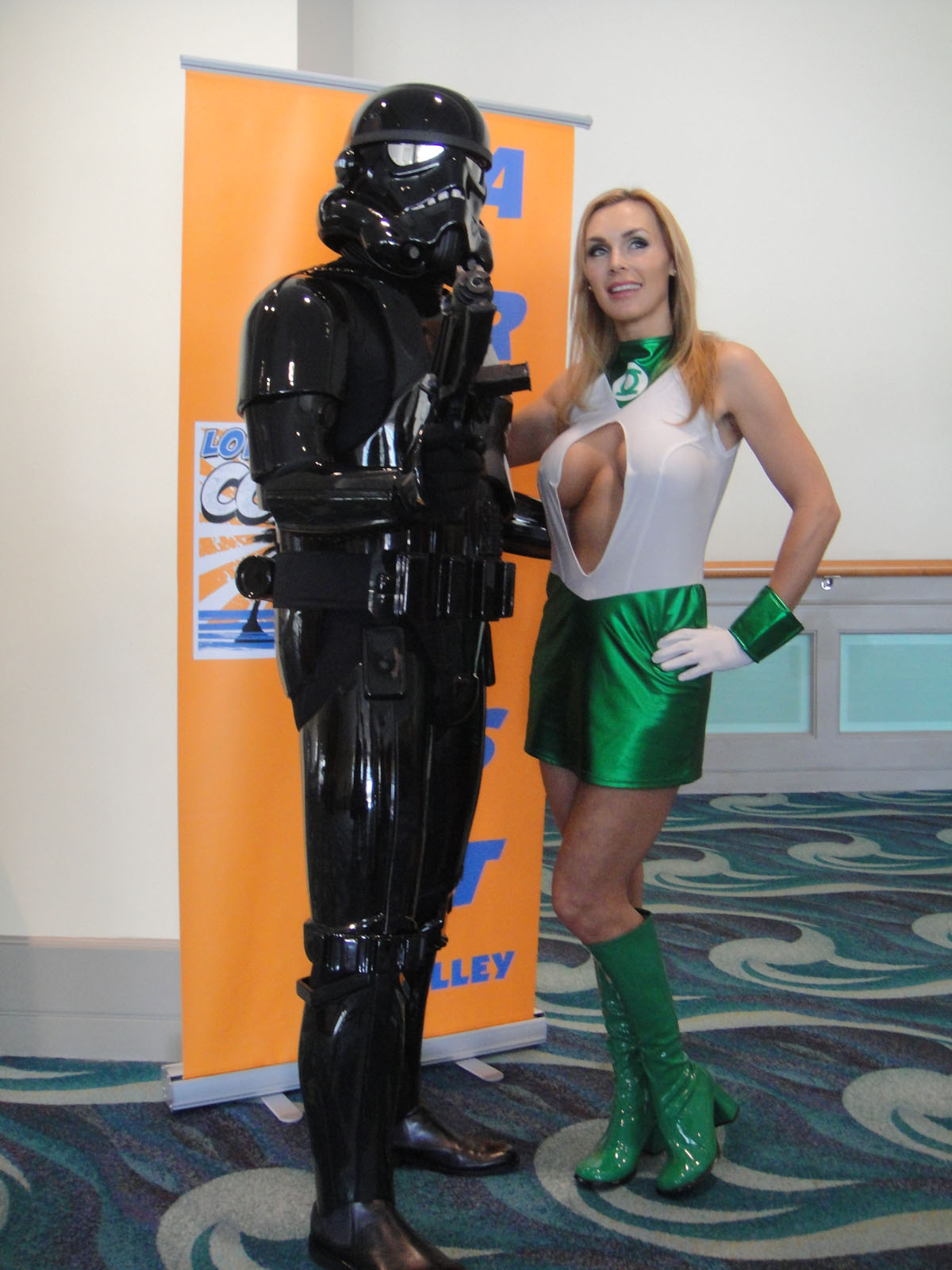
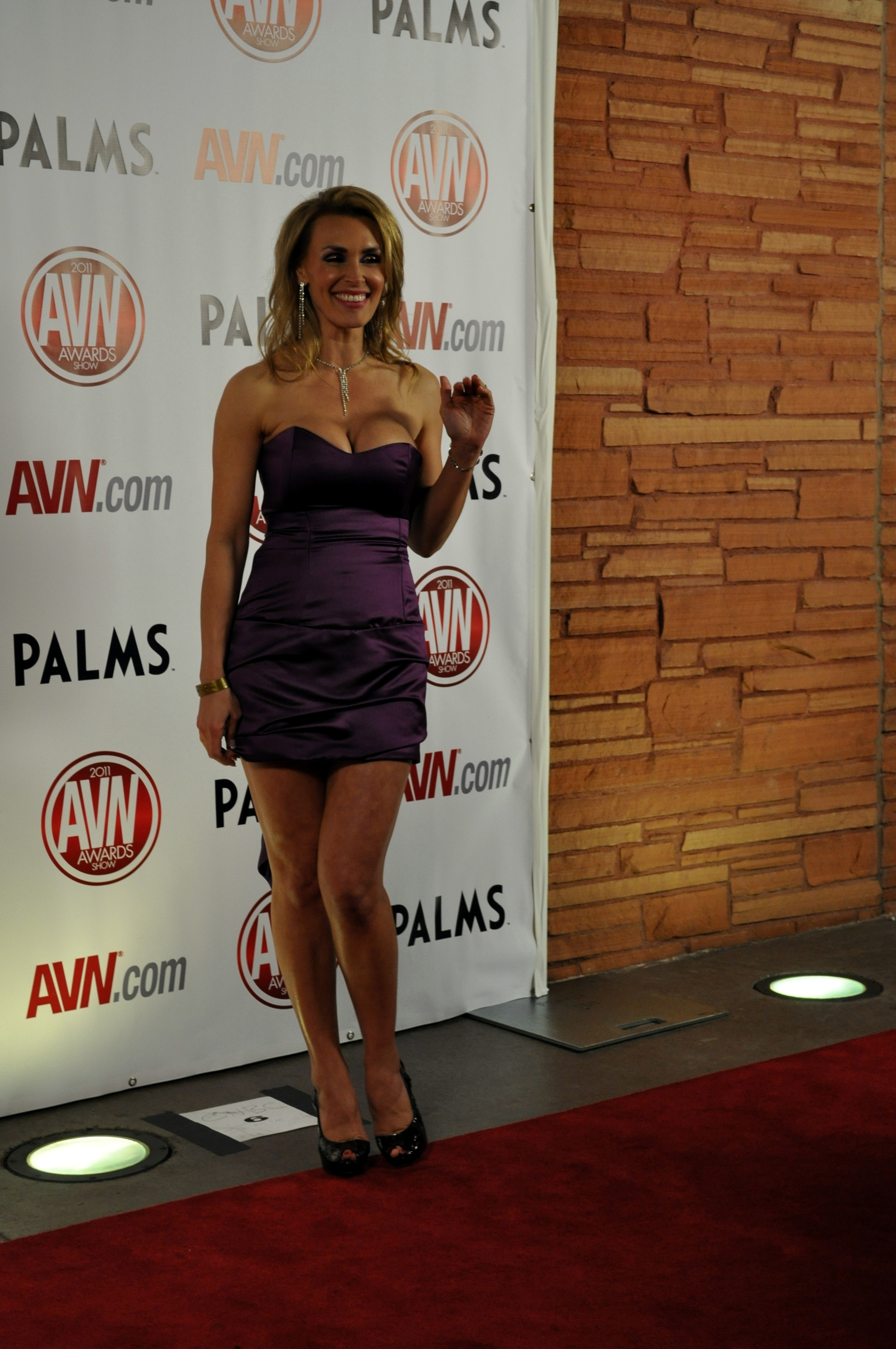
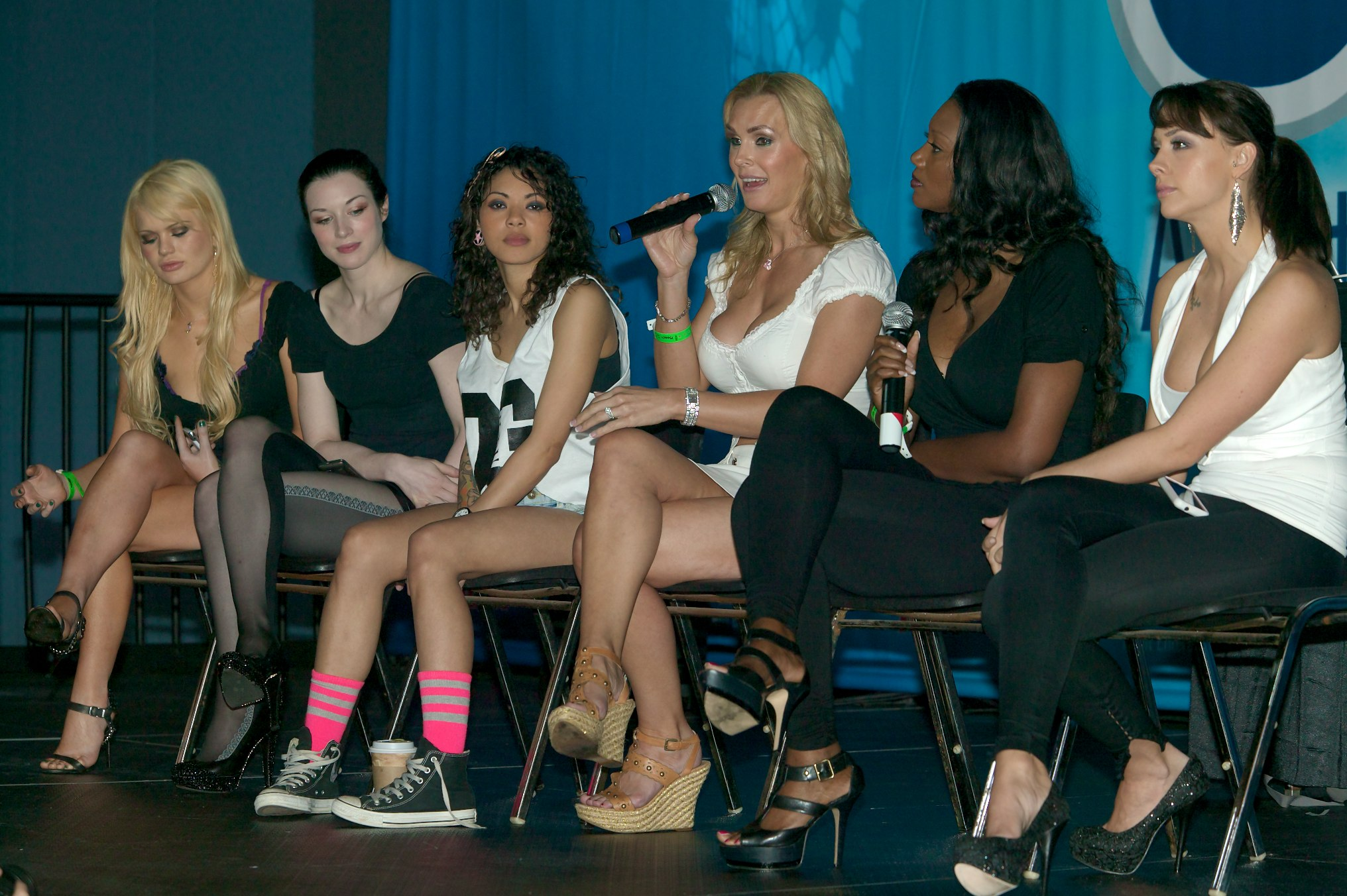

## صفحات مرتبط
- مصاحبه با تیت در ۲۰۱۴